# Лозуватское
Лозуватское (укр. Лозуватське; до 2016 года — Чапаевка, укр. Чапаєвка) — село в Преображенском сельском совете Криничанского района Днепропетровской области Украины.
Код КОАТУУ — 1222085507. Население по переписи 2001 года составляло 77 человек.

## Географическое положение
Село Лозуватское находится на расстоянии в 0,5 км от села Сухой Хутор и в 1,5 км от села Первозвановка.
Рядом проходит автомобильная дорога Н-11.